# Marcos Farfán de los Godos
Marcos Farfán de los Godos (nacido en Sevilla) fue un explorador y escritor español del siglo XVI que exploró la Nueva España, en los hoy modernos estados de México y de Arizona.

## Biografía
Farfán de los Godos nació en Sevilla, España. Farfán de los Godos fue enviado a las regiones septentrionales del actual México por Juan de Oñate para explorar el territorio y ver la posibilidad de explotar minas. Oñate había sido nombrado en 1595 adelantado, gobernador y capitán general del Reino de Santa Fe de Nuevo México. 
En noviembre de 1598, Farfán, como capitán de la guardia, se internó en la actual Arizona, donde se encontró con miembros del pueblo hopi para obtener información sobre la ubicación de las minas que se decía que había en la zona. Farfán realizó reclamaciones sobre minas cerca de la actual localidad de Jerome (Arizona).
Además, Farfán de los Godos escribió diversas obras dramáticas a finales del siglo XVI. De hecho, una de sus comedias de aventuras es considerada la primera obra europea producida en Estados Unidos, siendo representada el 30 de abril de 1598 cerca de la actual ciudad de El Paso.
El poeta épico novohispano Gaspar Pérez de Villagrá mencionó a Farfán en uno de sus poemas.